# Unendlicher Progress
Unendlicher Progress (lat. progressus in infinitum, frz. progrès à l’infini) ist eine in der Geschichte abendländischer Philosophie in unterschiedlicher Funktion gebrauchte Wendung, die sich auf einen nicht abschließbaren Prozess üblicherweise der theoretischen oder praktischen Vernunft, der Geschichte überhaupt oder eines bestimmten Erkenntnisvollzugs oder Erklärungsversuches bezieht.

## Mittelalter
In vielen mittelalterlichen Debatten wird als begrifflich wohletabliert eine Unterscheidung von potentieller und aktualer Unendlichkeit vorausgesetzt. Diese findet in zahlreichen argumentativen Zusammenhängen Anwendungen, in der Ontologie oft dergestalt, dass absolute Unendlichkeit nur dem Göttlichen zugeschrieben wird. Für menschenmögliche Theoriebildungen und Erklärungen hingegen wird üblicherweise akzeptiert, dass diese nur potentielle Unendlichkeit erreichen, so dass insbesondere die Anführung von Gründen prinzipiell nicht abschließbar wäre. Da nun einerseits Wissen möglich sein soll, andererseits eine aktuale Unendlichkeit in einer Kette angebbarer oder existenter Gründe ausgeschlossen ist (vgl. auch Infiniter Regress), wird ein erster Grund als rational unabweisbar eingeführt und üblicherweise mit Gott als Erst- und Allursache und letztem Fundament epistemischer Bemühungen identifiziert.

## Rationalismus und Aufklärungsphilosophie
Während im Empirismus eine Realität von Unendlichem nicht in den Blick kommt, wenden viele rationalistische Theoretiker das Konzept eines progressus in infinitum (Fortschritt ins Unendliche) auch auf die praktische Philosophie an. So wird etwa von Thomas Hobbes und Christian Wolff das höchste Gut identifiziert mit einem menschlichen Fortschreiten zu immer weiteren Zielen bzw. Vollkommenheiten. Ähnlich bei Gottfried Wilhelm Leibniz.

## Transzendentalphilosophie und Idealismus
Immanuel Kant gilt Unsterblichkeit als Postulat praktischer Vernunft, da das höchste Gut nur in unendlichem Progress erreichbar sei.
Zahlreiche Theoretiker der Romantik und des deutschen Idealismus sprechen von einem „unendlichen“ oder „unabschließbaren Progressus“. So etwa Friedrich Schlegel und Friedrich Wilhelm Joseph Schelling. Johann Gottlieb Fichte gilt die Vernunft als insofern unendlich, als ihre „Grenze ins unendliche immer weiter hinausgesetzt werden kann“. Georg Wilhelm Friedrich Hegel kritisiert die Anwendung des Konzepts eines unendlichen Progresses in diversen Zusammenhängen.
Sören Kierkegaard kritisiert an der Philosophie überhaupt (einschließlich derjenigen Hegels) ihre Unfähigkeit, zu einem absoluten Anfang zu gelangen.
Der Philosoph und Altphilologe Friedrich Nietzsche verstand die Welt als einen Zustand ewiger Wiederkunft, so dass sich alle Ereignisse unendlich oft wiederholen. Dieses zyklische Zeitverständnis ist für ihn die Grundlage höchster Lebensbejahung.

## 20. Jahrhundert
Nicolai Hartmann meint, „die Gegenstandsvorstellung“ werde „im Progreß“ „zur ‚Idee‘, zur perennierenden Aufgabe“.
Max Scheler sieht in der „wachsenden Interessensolidarität“ eine Entbindung dessen, „was am Menschen wahrhaft personal und geistig ist“ „in einem unendlichen Progressus“.
Edmund Husserl spricht von unendlichen Progressen sowohl in der Wissensaufsuchung allgemein wie insbesondere der Naturwissenschaft und Mathematik.